# リコスクス
リコスクス (Lycosuchus) は、古生代ペルム紀後期に生息した単弓類の絶滅した属。単弓綱・獣弓目 - 獣歯類 - テロケファルス亜目に属する。

## 概要
ペルム紀後期に台頭した大型テロケファルス類の捕食者。推定体長1.2メートル以上と大型ゴルゴノプス類に対抗しうる体躯を持つ。外観上目立つ特徴としては、上顎の犬歯が片側2本、両側で計4本持っていた事があげられる。これは生え変わる途上であるともいわれるが、同様の特徴を持つ近縁種も多数発見されている事から、かれらは生涯で比較的長い期間、片側2本の犬歯を保持していたと思われる。